# Entschuttung von Düren
Die Entschuttung von Düren war eine notwendige Maßnahme nach den Zerstörungen des Zweiten Weltkrieges in der Kreisstadt Düren in Nordrhein-Westfalen.
Düren war nach mehreren Fliegerangriffen sehr stark zerstört. Nach dem Luftangriff vom 16. November 1944 waren nur noch vier Häuser in der Innenstadt bewohnbar.
Im Januar 1946 nahm die Stadtverwaltung die Firma L. Schneiders aus Birkesdorf für die Entschuttungsarbeiten unter Vertrag. Sie verlegte ein Schmalspur-Gleisnetz in der Innenstadt. Dort fuhren dann kleine Dampfzüge. Da die firmeneigenen Arbeiter nicht ausreichten, wurden alle männlichen Bürger zwischen 17 und 60 Jahren am 13. Dezember 1946 von Oberbürgermeister Richard Bollig zum Ehrendienst zwecks Entschuttung aufgerufen, was aber nicht den gewünschten Erfolg brachte. Es waren etwa 1,6 Mio. Tonnen Schutt zu entfernen. Da dies mit der kleinen Firma und den wenigen ehrenamtlichen Helfern nicht zu schaffen war, schloss die Stadtverwaltung am 16. April 1947 mit der Straßenbaufirma Hermann Milke KG aus Soest einen Vertrag ab, der die Trümmerbeseitigung innerhalb von zehn Jahren vorsah. Sie baute, nachdem sie am 26. Juni 1947 in Düren den Betrieb aufgenommen hatte, am Jesuitenhof in der Nideggener Straße eine Sortieranlage auf. Dort wurden brauchbare Baumaterialien, wie Steine etc., zur Wiederverwendung bearbeitet und aus zermahlenem Material wurden neue Bausteine geformt. Täglich wurden 1000 Hohlblocksteine und 12.000 Vollsteine hergestellt, die für den Wiederaufbau der Häuser verwendet wurden.
Nicht wiederverwendbarer Schutt wurde über das mittlerweile auf 11 km Länge ausgedehnte Schmalspurbahnnetz (max. Geschwindigkeit 13 km/h) mit ihren Loren zum Trümmerberg am Burgauer Wald gebracht. Dort lagerte der Schutt auch im Jahre 2016 noch.
Die Büros, die Werkstätten und Unterkünfte für die Arbeiter der Firma Milke befanden sich in Baracken an der Nideggener Straße in der sog. Schweizer Siedlung. Diese Siedlung war am 6. August 1946 vom Schweizer Roten Kreuz zwischen der Nideggener Straße, dem damaligen Mühlenweg und der Piusstraße für heimkehrende Einwohner gestiftet worden.
Im August 1947 wurde zu den beiden Firmen noch die Firma Werner Horst aus Hoven zur Trümmerbeseitigung im Grüngürtel verpflichtet.
Immer wieder wurden alle Arbeiten unterbrochen, da die notwendigen Gelder des Landes nicht nach Düren kamen oder einfach, weil Arbeitskräfte fehlten. Zeitweise mussten auch Strafgefangene und Flüchtlinge aus dem Osten eingesetzt werden. Die Firma Milke setzte einen großen Dampfbagger auf Ketten ein, der täglich 20 Zentner Kohle brauchte, was auch immer zu Engpässen führte.
1954 wurden die letzten Schutthaufen abgefahren. 1958 löste die Firma Milke die Zweigstelle in Düren auf.